# Berardo Galiani
Berardo Galiani (detto il marchese Galiani; Teramo, 19 dicembre 1724 – Sant'Agnello, 11 marzo 1774) è stato un teorico dell'architettura italiano, autore di trattati sull'architettura ed esegeta vitruviano.

## Biografia

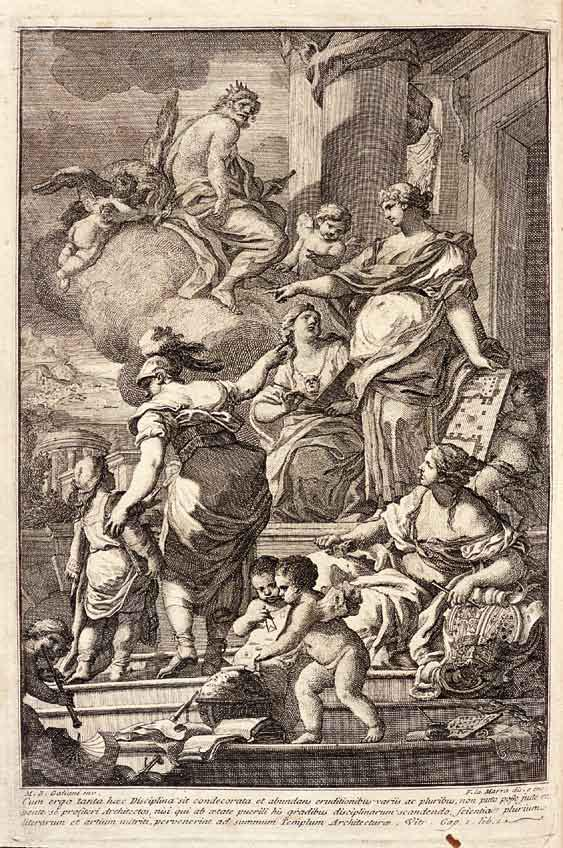
Antiporta della 2ª edizione, stampata a Napoli nel 1790

Nato da Matteo ed Anna Maria Ciaburri originari di Lucera in Puglia, era fratello maggiore di Ferdinando(detto l'abate Galiani) e nipote di Celestino Galiani.
Dopo essersi laureato in diritto civile e canonico (in utroque iure) e aver preso gli ordini minori nel 1737, Galiani intraprese la carriera giudiziaria. Ben presto diede un'altra piega alla sua vita: si sposò con Agnese Mercadante nel 1749 (appartenente ad una nobile famiglia di Sessa Aurunca) e si dedicò allo studio dell'architettura.  La sua traduzione basata su testi antichi del De architectura di Vitruvio ebbe un notevole successo, tant'è che il libro ebbe numerose altre edizioni (a Napoli e a Siena nel 1790, a Milano nel 1823, 1832 e 1844 e a Venezia nel 1854). Il successo di questo lavoro gli valse la nomina a membro dell'Accademia Ercolanese (1758) e dell'Accademia della Crusca (1759), aggiungendosi alle nomine già conseguite negli anni precedenti presso l'Accademia degli Emuli (1750) e l'Accademia di San Luca (1755).
Durante la sua vita, alternò l'attività di archeologo a quella di scrittore e di studioso dell'architettura. Accompagnò Johann Joachim Winckelmann negli scavi archeologici borbonici di Ercolano, in particolare nel teatro romano che giace ancora sepolto da una spessa coltre di detriti eruttivi. Negli anni successivi fu anche protagonista di un'aspra polemica letteraria proprio con lo stesso Winckelmann, che accusava le autorità borboniche di condurre l'impresa archeologica con metodologie e tecniche poco scientifiche, ma che si concluse con un'insperata riconciliazione.
L’esatta struttura architettonica del teatro romano era un tema particolarmente sentito nel Settecento, a causa del precario stato di conservazione in cui versavano i pochi esempi conosciuti, oltre alla sostanziale oscurità dell’unica fonte letteraria disponibile, vale a dire lo stesso De architectura. In questo contesto culturale la necessità di restaurare il soffitto del Teatro Olimpico di Vicenza innescò un’accesa disputa filologica intorno alla reale morfologia del modello classico di riferimento (e del suo corrispettivo palladiano), nella quale fu coinvolto lo stesso Galiani. Chiamato ad esprimersi su questa controversia insieme ad altri studiosi, nel 1764 Berardo elaborò un parere molto articolato, basandosi non soltanto sugli approfonditi vitruviani, ma sulla diretta conoscenza che aveva del Teatro Ercolanese.
Verso la fine della sua vita, nel 1770, fu nominato dal Ministro Tanucci Soprintendente della Casa Reale di Massa e del Real Convitto nautico della Cocumella di recente istituzione: una scuola inferiore per la formazione dei marinai creata a Sant'Agnello, presso Sorrento, per volere di Ferdinando IV.
Dal suo matrimonio con Agnese Mercadante ebbe tre figlie: nel 1751 Anna Maria – che sposò il 10 agosto 1774 il marchese Marcello Maria Natali Sifola – , nel 1753 Maria Gaetana – che sposò in prime nozze il marchese Andrea di Sarno, patrizio beneventano ed in seconde nozze Giulio Venuti – e Rosa che fu marchesa di Sassinoro.

## L'edizione Vitruviana
La pregevole edizione del De architectura di Vitruvio, pubblicata nel 1758, è considerata la migliore di tutto il Settecento, soprattutto per la presenza di un vasto apparato di note a piè di pagina che riassumono e sviluppano tutta la ricerca filologica dei secoli precedenti.
Lo stesso testo latino è il risultato di un'attenta collazione di vari esemplari antichi, in particolare di due codici latini custoditi presso la Biblioteca Vaticana che gli furono segnalati da Giovanni Gaetano Bottari.
Oltre ad occuparsi anche della traduzione in italiano (la quinta), Galiani disegnò personalmente le 25 tavole («rami») di eccellente fattura, raccolte alla fine del volume, che traducono in immagini l'approfondita e rigorosa ricerca filologica condotta sul testo vitruviano, a sua volta giunto completamente privo dell'apparato iconografico originale.
Tuttavia è l'ampio commentario che rende preziosa questa edizione, fondato su un'analisi meticolosa, perfettamente in sintonia con l'istanza razionale predicata dall'Illuminismo.

## La Biblioteca
Per portare a compimento i suoi numerosi progetti editoriali (tutti inediti, fatta eccezione per l'edizione vitruviana del 1758) Galiani aveva raccolto una straordinaria collezione di trattati ed altri testi sull'architettura, costituita da oltre mille volumi, facendone incetta in tutta Europa, anche grazie all'intermediazione del fratello Ferdinando, che per molti anni fu rappresentante diplomatico del Regno di Napoli a Parigi.
Dopo la sua morte questa preziosa raccolta libraria fu acquistata dall'Imperatrice Caterina II di Russia e trasferita all'Ermitage, dove andò ad affiancare quelle di Diderot e di Voltaire. In questa circostanza lo stesso Ferdinando fece stampare due cataloghi di vendita (uno sui testi di architettura, l'altro sulle opere di diverso argomento), il cui recente ritrovamento ha consentito di ricostruire quasi del tutto la consistenza di questa cospicua biblioteca, celebrata già a partire dal Settecento.

## Opere
- Amusement des filles ed des jeunes gens, 1747, pubblicato sotto il nome di Dr. Galario Bedrani, anagramma del suo nome.
- Della perfetta conservazione del grano, Napoli 1754.
- De architectura, Vitruvio, 5ª traduzione italiana con testo latino a fronte e 25 rami dello stesso autore, Napoli 1758.
- Componimenti in morte del marchese Niccolò Fraggianni, Napoli 1763.